# Référendum danois sur l'adhésion aux Communautés européennes
Le référendum danois de 1972 est un référendum organisé au Danemark et ayant eu lieu le 2 octobre 1972. Celui-ci porte sur l'adhésion du Danemark aux communautés européennes.
Le taux de participation est de 90,1 % avec 3 113 122 votants pour un corps électoral de 3 453 763 personnes. 63,3 % des votants ont répondu favorablement à la question posée soit 1 958 043 personnes. 36,7 % des votants n'ont pas souhaité cette adhésion soit 1 135 755 personnes.
À la suite de ce résultat, le Danemark signe le traité de Bruxelles en 1972 et intègre les communautés européennes le 1er janvier 1973, lors du premier élargissement de la Communauté économique européenne.